# Diamond Mine (videogioco 1984)
Diamond Mine è un videogioco pubblicato nel 1984 per BBC Micro ed Electron dall'editrice britannica MRM Software, di Grimsby, e nel 1985 per Atari 8-bit e Commodore 16 dalla Blue Ribbon, editrice anche delle ristampe per BBC Micro ed Electron.
Consiste nel raccogliere diamanti da un labirinto, utilizzando un tubo che si allunga continuamente.
Fu seguito nel 1985-1986 da Diamond Mine II.

## Modalità di gioco
La schermata di gioco è fissa su un labirinto sotterraneo bidimensionale di cunicoli con pareti di mattoni. In alto si trova una macchina posatubi dalla quale esce un tubo controllato dal giocatore.
Una volta partito, il tubo si allunga senza mai fermarsi e il giocatore può solo orientarlo nelle quattro direzioni. Lo scopo è raggiungere uno alla volta i diamanti sparsi nei cunicoli, senza sbattere sulle pareti.
Buona parte della difficoltà è data dall'azionare i comandi nel momento giusto, con precisione di frazioni di secondo, per voltare nei cunicoli.
In ogni livello ci sono 8 diamanti e quattro mostricciattoli da evitare, che il testo introduttivo descrive come insetti, e che vanno avanti e indietro su percorsi ripetitivi.
In ogni livello si dispone di una certa lunghezza totale di tubo, mostrata da un indicatore numerico, e quando la si esaurisce la partita termina. Per questo possono volerci strategie, come scegliere la strada più corta, non la più facile.
Quando si riesce a raggiungere un diamante lo si preleva istantaneamente, il tubo utilizzato sparisce e viene sottratto dal totale e si ricomincia dalla partenza. Se un insetto, muovendosi, tocca il tubo già posato, si riparte ugualmente da capo perdendo la lunghezza di tubo consumata. Se la punta del tubo avanzando sbatte contro una parete o un insetto, si ricomincia perdendo una lunghezza doppia di quella consumata a schermo.
Alcuni diamanti sono più difficili di altri da raggiungere, e valgono per questo maggior punteggio.
A ogni livello si dispone di sempre meno quantità iniziale di tubo. La forma del sotterraneo rimane invece la stessa, cambiando la prima volta solo al livello 4 (nelle versioni per Atari e Commodore 16, secondo le introduzioni, dovrebbe cambiare già al livello 3).

## Accoglienza
Diamond Mine fu recensito dalla critica europea soprattutto quando uscì l'edizione Blue Ribbon, e ottenne perlopiù giudizi medi, in quanto semplice, ma giocabile.
Alcune riviste fecero notare anche come fosse impegnativo, tanto che riuscire a raccogliere il primo diamante è già un piccolo trionfo.
Computer and Video Games fu particolarmente positiva sull'edizione Blue Ribbon (BBC Micro) grazie anche al suo basso prezzo, arrivando a dare il voto 9/10 al valore economico e alla giocabilità.
Giudizi marcatamente negativi vennero da Zzap! (23% su Commodore 16), critica sia sull'aspetto sia sulla giocabilità, e da Electron User, che lo riteneva piuttosto scadente rispetto al livello del software ormai in circolazione per l'Electron.